# Pseudomys fuscus
Pseudomys fuscus é uma espécie de roedor da família Muridae.
Apenas pode ser encontrada na Austrália.